# Thézy-Glimont
Thézy-Glimont település Franciaországban, Somme megyében. Lakosainak száma 666 fő (2022. január 1.). Thézy-Glimont Boves, Berteaucourt-lès-Thennes, Fouencamps, Gentelles, Hailles és Thennes községekkel határos.

## Népesség
A település népessége az elmúlt években az alábbi módon változott:
| Lakosok száma | 526  | 584  | 630  | 662  | 664  | 678  | 675  | 670  | 666  |
|               | 2013 | 2015 | 2016 | 2017 | 2018 | 2019 | 2020 | 2021 | 2022 |